# Ruijs

Wapen van de familie Ruijs en Ruys de Beerenbrouck

Ruijs (ook Ruys, later Ruijs de Beerenbrouck en Ruijs van Nieuwenbroeck) was een Noord-Limburgs geslacht dat sinds 1816 behoorde tot de Nederlandse adel en in 1930 werd opgenomen in het naslagwerk Nederland's Patriciaat.

## Geschiedenis
De stamreeks begint met Evert Gerlincx Ruijs, meester-chirurgijn te 's-Hertogenbosch, daar vermeld in 1512, overleden voor 1519.
De familie Ruijs heeft zich waarschijnlijk omstreeks 1600 in Venlo gevestigd en daar vele generaties lang allerlei bestuurlijke functies bekleed.
Gerlach Ruijs († bij Wesel, 21 november 1627) was raad van Filips II van Spanje (in diens hoedanigheid van hertog van Gelre) en raad en rekenmeester van aartshertog Albrecht van Oostenrijk en zijn vrouw Isabella. Zijn zoon Henricus Ruijs († 1661) was ontvanger-generaal van de Maas en raad en rekenmeester van Filips IV van Spanje. Henricus' achterkleinzoon Arnoldus Emmanuel Ruijs (Venlo, 1 februari 1711 – Venlo, 19 januari 1760) was onder meer burgemeester van Venlo en geheimraad van de vorstin-abdis van Thorn.
Arnoldus Emmanuel Ruijs is op 26 februari 1742 in Venlo getrouwd met Maria Antoinetta Maximiliana Margaretha Theresia van Son (Rijswijk, 17 januari 1722 – Venlo, 13 juli 1768). Zij kregen twaalf kinderen, van wie er tien jong of ongehuwd zijn overleden. Twee zoons zijn getrouwd en hadden nageslacht: Henri Albert Jacques (Henricus Albertus Jacobus) Ruijs van Nieuwenbroeck (Venlo, 14 december 1753 – Beesel, 29 mei 1824) en Edmond Hieronymus (Edmundus Hieronymus) Ruijs de Beerenbrouck (Venlo, 21 juli 1759 – Kapellen, 9 juli 1832).

### Ruijs van Nieuwenbroeck

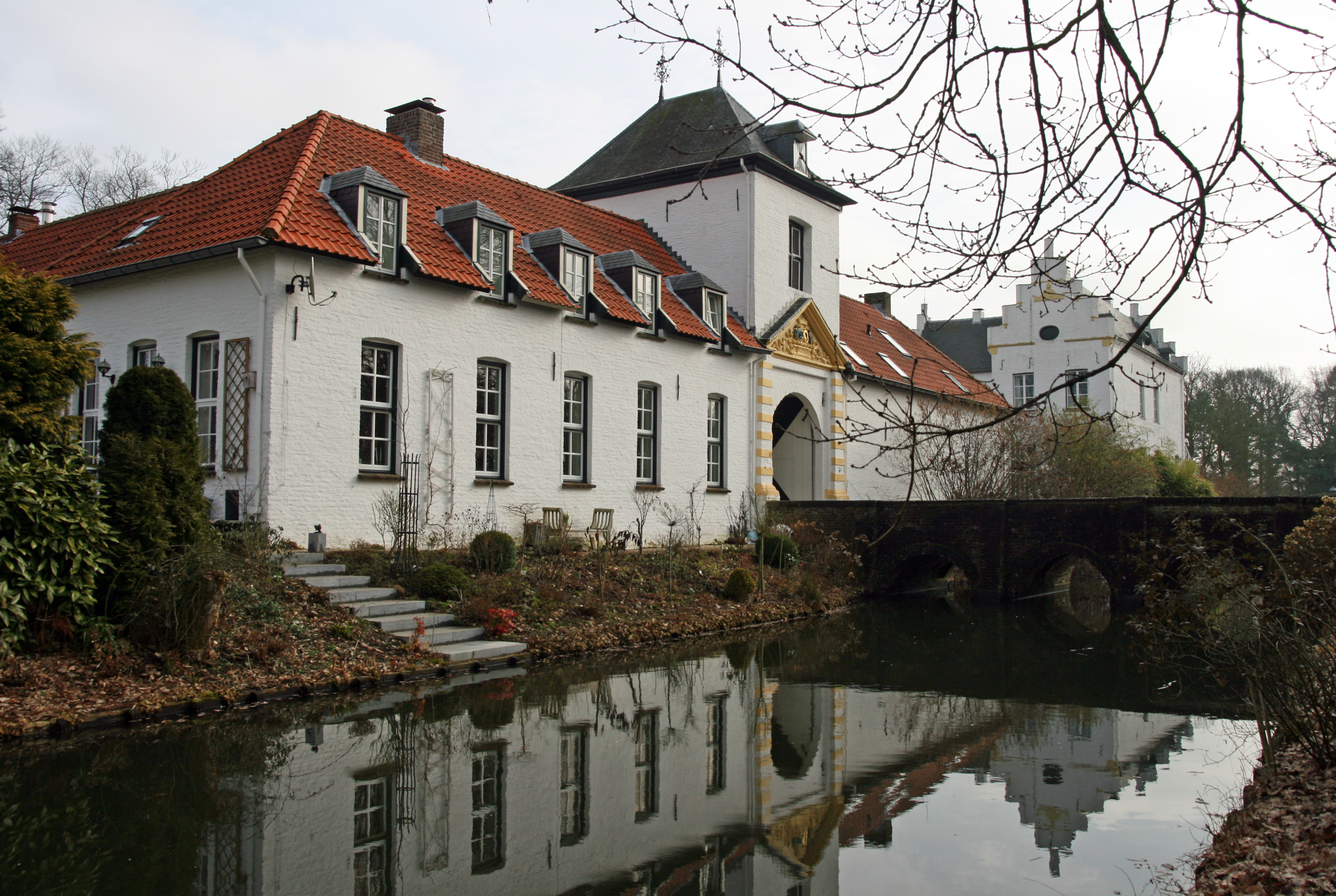
Kasteel Nieuwenbroeck in Beesel met toegangspoort en voormalige kasteelhoeve. Op de achtergrond het 16e-eeuwse woonhuis

Henri Albert Jacques is op 14 februari 1785 in Venlo getrouwd met Josephina Joanna Baptista Antonetta van Aefferden (ged. Venlo, 27 augustus 1759 – Beesel, 18 januari 1834). Op 23 april 1787 kocht hij van zijn schoonvader Ernestus Josephus Franciscus van Aefferden het kasteel Nieuwenbroek in Beesel. Het kasteel zou tot 1938 in het bezit van de familie blijven. De laatste nazaat van Henri Albert Jacques die er woonde, was zijn achterkleindochter Gabrielle Josephine Antonie Constance Hubertine Ruijs van Nieuwenbroeck (Wankum, 26 januari 1846 – Beesel, 13 januari 1938). Na haar dood kwam Nieuwenbroek in handen van Otto von Kempis, die met haar nichtje Agnes Geyr von Schweppenburg (de dochter van haar zus Emerentia Ruijs van Nieuwenbroeck) getrouwd was. Sinds 1972 woont hun kleindochter Barbara von Kempis met haar gezin in het kasteel. De tak Ruijs van Nieuwenbroeck (ook: Nieuwenbroek) behoort niet tot de Nederlandse adel, maar is wel opgenomen in het naslagwerk Nederland's Patriciaat.

### Ruijs de Beerenbrouck
Edmond Hieronymus Ruijs (Venlo, 21 juli 1759 - Kapellen, 9 juli 1832) of Ruys was een zoon van Arnold Ruijs, raadsheer bij de abdis en prinses van Thorn, postmeester, schepen en burgemeester van Venlo, en van Marie-Antoinette van Son. Hij verwierf de heerlijkheid Beerenbrouck door zijn huwelijk op 16 augustus 1784 in Venlo met Clara Maria Anna Philippina van Aefferden (Venlo, 12 juli 1762 – Kapellen, 10 januari 1847).
Edmond Hieronymus Ruijs was raadsheer en ontvanger-generaal der domeinen in het Overkwartier van Venlo, ontvanger der domeinen in Grave en het land van Cuijk, administrateur van 's Rijks schatkist in Limburg en lid van het stedelijk bestuur in Maastricht. De echtgenote was vrouwe van Beerenbrouck, een riddergoed bij het plaatsje Kapellen dat destijds in Pruisisch Opper-Gelre lag en later deel uitmaakte van de Duitse gemeente Geldern.
Hij noemde zich na zijn huwelijk Ruijs de Beerenbrouck en werd bij Koninklijk Besluit van 16 februari 1816, nr. 62 erkend in de erfelijke adel en benoemd in de Ridderschap van Limburg, waardoor hij en zijn nakomelingen tot de vernieuwde Nederlandse adel gingen behoren met het predicaat van jonkheer en jonkvrouw. Het echtpaar had vijf dochters en drie zoons.

### Nederlandse tak

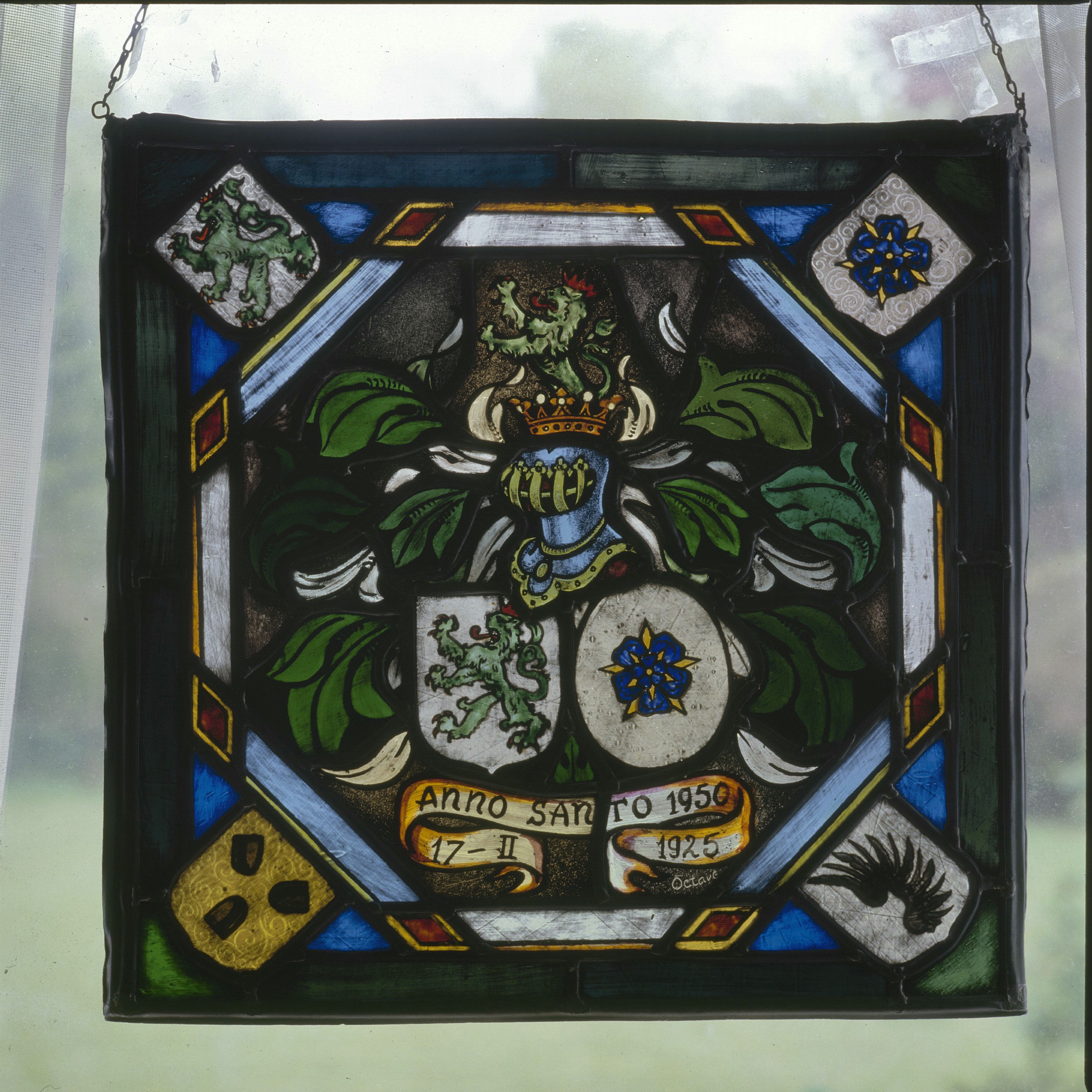
Glasraam met de wapens Ruijs van Beerenbrouck en Van Nispen tot Sevenaar

Edmond Ruijs ging zich na 1830 "Ruijs van Beerenbroek" noemen en liet de vijf kinderen die hem in het Nederlands staatsburgerschap volgden, onder die vernederlandste achternaam inschrijven in het bevolkingsregister. Zijn zoon Gustave was het daar blijkbaar niet mee eens, want bij vonnis van de arrondissementsrechtbank in Roermond van 21 maart 1895 werd met terugwerkende kracht de officiële schrijfwijze van de familienaam bepaald op Ruijs de Beerenbrouck.
Hun oudste zoon was Karel Edmond Marie (Carolus Edmundus Maria, Charles Edmond Marie) Ruijs de Beerenbrouck (Venlo, 7 juni 1789 – Maastricht, 11 november 1863), die bij Koninklijk Besluit van 8 mei 1842, nr. 1 werd benoemd in de Ridderschap van het hertogdom Limburg.
De Nederlandse tak Ruijs de Beerenbrouck is in 1999 uitgestorven. De laatste vertegenwoordiger was jkvr. Maria Joanna Alexandrina Ruijs de Beerenbrouck (Maastricht, 5 maart 1903 – Vierakker, 29 januari 1999), vrouwe van de Ploen en in Suideras. Zij was getrouwd met jhr. mr. Carel Marie Otto van Nispen tot Sevenaer (1895-1995).
Een ongetrouwde zoon van hen verkreeg bij KB in 1999 naamswijziging: jhr. mr. Carel Clemens Canisius Marie van Nispen tot Sevenaer genaamd Ruijs de Beerenbrouck, heer van Beerenbrouck, oud-ambassaderaad.

### Belgische tak
Twee kinderen van Edmond Ruys kozen in 1830 voor de Belgische nationaliteit.
- Albert Ruys de Beerenbrouck (Kleef, 1799 - Brussel, 1836) was lid van de Provinciale Staten van Limburg en werd administrateur van de Schatkist in Limburg.
- Jerôme Ruys de Beerenbroeck (Kleef, 1803 - Luik, 1889) trouwde in 1839 met Emilie de Tiecken de Terhove, dochter van het lid van het Nationaal Congres Rutger de Tiecken de Terhove. Gepromoveerd tot doctor in de rechten, werd Jerôme kamervoorzitter bij het Hof van Beroep in Luik. Het echtpaar had een zoon en drie dochters.
  - Alfred Ruys de Beerenbrouck (1840-1916) werd voorzitter van het Hof van Beroep in Luik. Hij trouwde in 1883 met Clémence Michiels van Kessenich (1837-1905), weduwe van Auguste de Zantis de Frymerson. Het huwelijk bleef kinderloos.
  - Isabelle Ruys de Beerenbrouck (1849-1922) trouwde in 1872 met haar volle neef Gustave Louis Marie Hubert Ruijs de Beerenbrouck (1842-1926), minister van justitie en gouverneur van Nederlands Limburg. Zij waren de ouders van eerste minister Charles Ruijs de Beerenbrouck. Met haar dood doofde de Belgische tak uit.

## Bekende telgen

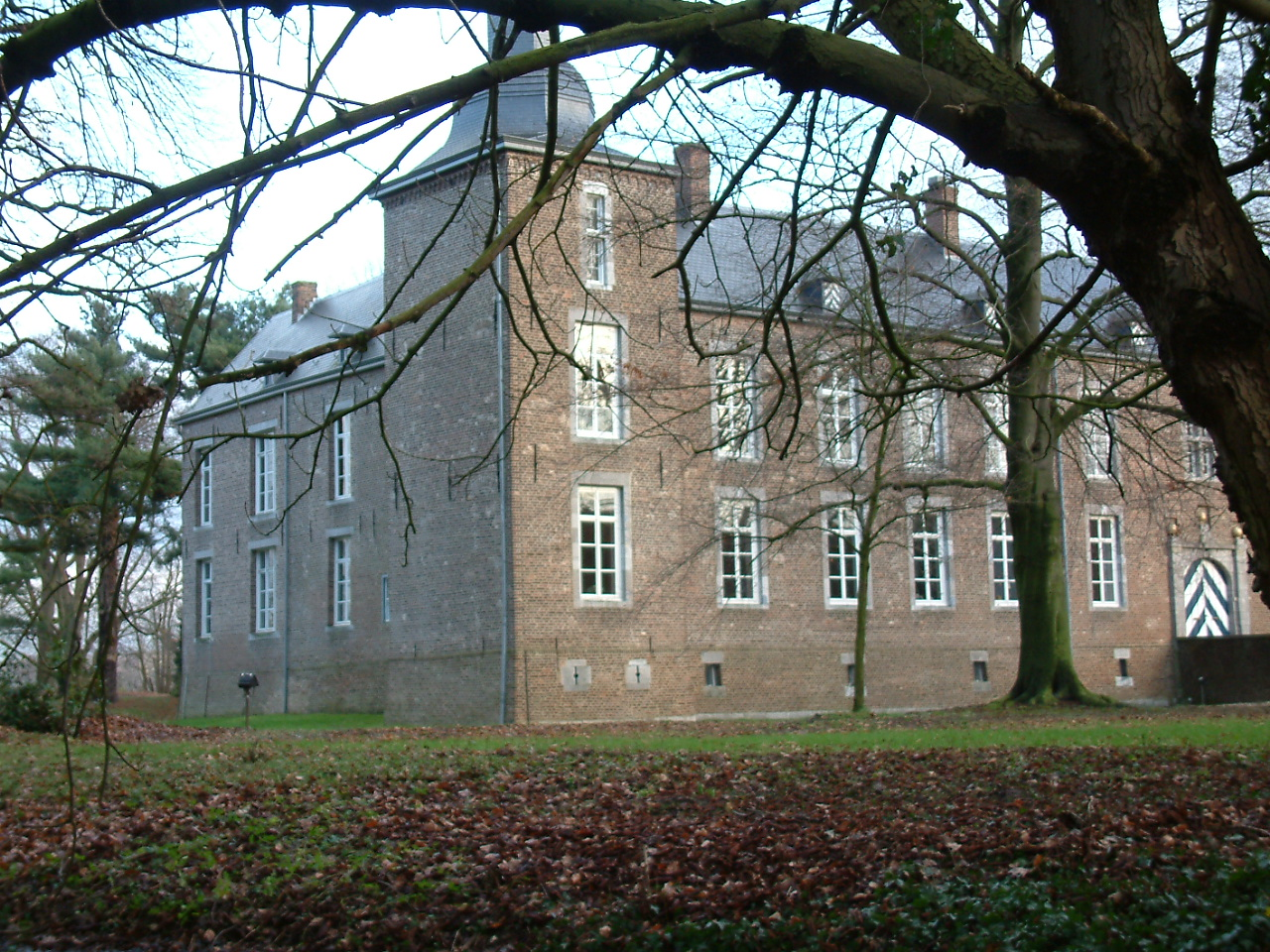
Kasteel Wolfrath bij Holtum

Gerlachus Arnoldus Ruys (1640-1694), ontvanger der convooien en licenten te Venlo.
- Henricus Albertus Ruys (1683-1741), ontvanger der convooien en licenten te Venray, ontvanger der domeinen, schepen van Venlo 1724-41, regerend burgemeester 1728, 1730, 1732, 1734 aldaar.
  - Mr. Arnold Emmanuel Ruijs (1711-1760), schepen, secretaris en burgemeester van Venlo; trouwde in 1742 met Maria Antoinetta Maximiliana Margaretha Theresia van Son (1722-1786).
    - Henricus Albertus Jacobus Ruys, heer van Nieuwenbroek (1788-) (1753-1824); trouwde in 1785 met Josephina Joanna Baptista Antonetta van Aefferden (1759-1834).
      - Ernest Albert Emmanuel Ruys, heer van Nieuwenbroeck (1824-1862) (1786-1862), burgemeester van Beesel.
      - Felix Henri Joseph Ruys (1792-1869); trouwde in 1813 met jkvr. Emerentia Aldegonda Christina Josepha Agnes van Splinter, vrouwe van Ingenraedt (1793-1822), lid van de familie Van Splinter.
        - Augusta Ruys van Nieuwenbroeck (erfde Nieuwenbroeck van haar oom in 1862) [geboorte en overlijden onbekend].

      - Constantin Willebrord Philip Hubert Johann Ruys (1816-).
        - Emerentia Ruys van Nieuwenbroeck (1844-1928); trouwde in 1868 met Johann Rudolph Adolf Anton Friedrich Freiherr Geyr von Schweppenburg (1832-1907).
          - Johanna Freiin Geyr von Schweppenburg (1870-1931); trouwde in 1890 met Joseph Hubert Maria Freiherr von Loë, heer van Terporten (1857-1935).
            - Rudolf Adolf Blasius Aloysius Felix Hubertus Maria Freiherr von Loë, heer van Ingenraedt (1893-1973).
              - Christian Karl Joseph Hubertus Freiherr von Loë (1933-2009).
                - Felix Hubertus Maria Frans Rudolf Freiherr von Loë, heer van Ingenraedt (1964).

          - Agnes Maria Aloysia Huberta Kornelia Freiin Geyr von Schweppenburg (1880-1972); trouwde in 1908 Otto von Kempis (1872-1946).
            - Maximilian Rudolf Maria Otto Hubertus Josef von Kempis (1909-1968).
              - Barbara Agnes Maria von Kempis (1947); trouwde in 1967 met Peter Ghyczy de Gicz (1940), architect, bewoners van kasteel Nieuwenbroeck te Beesel [een verwant van hem werd in 1986 ingelijfd in de Nederlandse adel met de naam Von Ghyczy].

        - Gabrielle Josephine Antonie Constante Hubertine Ruys van Nieuwenbroeck (erfde Nieuwenbroeck van haar tante) (1846-1938); trouwde in 1889 met haar neef jhr. Felix Beatrix Constantin Hubert van Splinter (1847-1920), kapitein, burgemeester van Beesel, lid van de familie Van Splinter.

    - Jhr. mr. Edmond Hieronymus Ruijs (de Beerenbrouck) (1759-1832), lid van de raad van Maastricht, lid van de Ridderschap van Limburg; trouwde in 1784 met Clara Maria Anna Philippina van Aefferden, vrouwe van Beerenbrouck (1762-1847).
      - Jhr. Karel Edmond Marie Ruijs van Beerenbroek (1789-1863), districtscommisaris en gedeputeerde van Limburg.
        - Jhr. mr. Gustave Louis Marie Hubert Ruijs de Beerenbrouck, heer van Beerenbrouck en Wolfrath (1842-1926), minister en Tweede Kamerlid; trouwde in 1872 met zijn nicht uit de Belgische tak, jkvr. Marie Isabelle Louise Ruys de Beerenbrouck (1849-1922).
          - Jhr. mr. Charles Ruijs de Beerenbrouck, heer van Beerenbrouck en Wolfrath (1873-1936), premier en minister; trouwde in 1902 met jkvr. Maria Josephina Ernestina Alexandrina van der Heijden, vrouwe van Suideras (1877-1948).
            - Jkvr. Maria Johanna Alexandrina Ruijs de Beerenbrouck, vrouwe van de Ploen en op Suideras (1903-1999); trouwde in 1925 met jhr. mr. Carel Marie Otto van Nispen tot Sevenaer (1895-1995), lid gemeenteraad van 's-Hertogenbosch, raadsheer.
              - Jkvr. Maria Canisia Carolina Gustave Joanna van Nispen tot Sevenaer, vrouwe van Wolfrath (1926).
              - Jhr. mr. Carel Clemens Canisius Marie van Nispen tot Sevenaer genaamd Ruijs de Beerenbrouck, heer van Beerenbrouck (1928), ambassaderaad.

            - Jhr. mr. Gustave Alexander Marie Joannes Ruijs de Beerenbrouck, heer van Beerenbrouck en Wolfrath (1904-1983), Eerste en Tweede Kamerlid.

      - Jkvr. Maria Lucia Eugeniana Ruijs (de Beerenbrouck) (1792-1875); trouwde in 1819 met jhr. Wilhelmus Dominicus Alouisius Kerens de Wolfrath (1775-1845), districts- en militiecommissaris te Maastricht, lid Ridderschap en Provinciale Staten van Limburg, lid van de Tweede Kamer der Staten-Generaal, lid van de familie Kerens en zoon van Isabella Agnes Roosen, vrouwe van Wolfrath.
      - Jhr. mr. Albert Joseph Thomas Marie Ruijs de Beerenbrouck (1799-1836), lid Provinciale Staten van Limburg.
      - jkvr. Felicie Philippine Maria Ruijs de Beerenbrouck (1801-1905); trouwde in 1824 met Friedrich Heinrich Melchior Clemens August Freiherr von Eerde, heer van Eyll (1781-1848), Pruisisch geheimraad en landraad, telg uit het oud-adellijke geslacht Von Eerde
      - Jhr. mr. Jérôme Philippe Marie Ruijs de Beerenbrouck (1803-1889), kamervoorzitter van het hof van beroep
        - Jhr. mr. Alfred Edmund Ruys de Beerenbrouck (1840-1916), voorzitter van het hof van beroep in Luik.
        - Jkvr. Marie Isabelle Louise Ruys de Beerenbrouck (1849-1922), laatste telg van de Belgische tak; trouwde in 1872 met haar neef jhr. mr. Gustave Louis Marie Hubert Ruijs de Beerenbrouck (1842-1926), minister en Tweede Kamerlid.
- Franciscus Gerardus Ruys (1687–1768), raadsheer bij het Hooggerechtshof te Venlo; in 1722 met de helft van de heerlijkheid Blerick beleend door Isabella Anna Maria van Dorth, weduwe van Joannes Adrianus Romer.[9][10]
  - Gerlachus Arnoldus Joseph Ruys, heer van Blerick (1721-1742).
  - Catharina Theresia Ruys, vrouwe van Blerick (1723-1787).
  - Clara Francisca Ferdinanda Ruys (1726-1797); trouwde in 1785 met Carolus Melchior Joannes Joseph van Laer, heer van Half-Blerick (1747-1797).